# Sant’Antimo
Sant’Antimo ist eine Stadt mit 32.409 Einwohnern (Stand 31. Dezember 2023) in der italienischen Metropolitanstadt Neapel, in der Region Kampanien.

## Geographie
Die Stadt Sant’Antimo liegt 13 km nördlich von Neapel. Nachbarorte von Sant’Antimo sind Aversa, Casandrino, Cesa, Giugliano in Campania, Grumo Nevano, Melito di Napoli und Sant’Arpino.

## Bevölkerungsentwicklung
Zwischen 1991 und 2001 stieg die Einwohnerzahl von 30.985 auf 31.672. Dies entspricht einem prozentualen Zuwachs von 2,2 %.

## Söhne und Töchter der Stadt
- Nicola Romeo (1876–1938), Ingenieur und Unternehmer (Alfa Romeo)